# Ben van Eysselsteijn

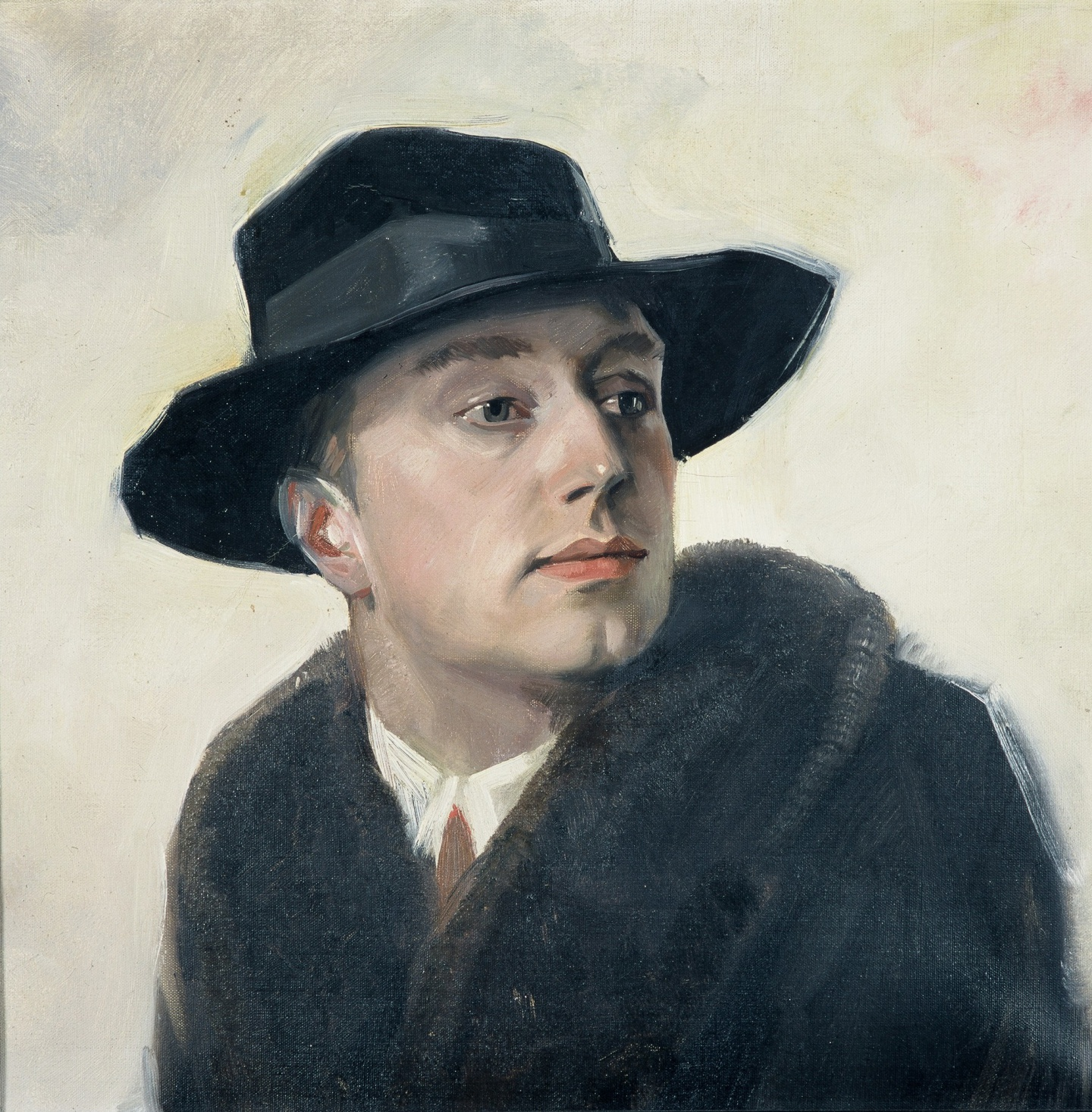
Ben van Eysselsteijn
(von Han van Meegeren, 1930)

Ben van Eysselsteijn (* 22. Januar 1898 in Hellevoetsluis; † 13. August 1973 in Sliedrecht) war ein niederländischer Journalist und Schriftsteller.

## Werdegang
Van Eysselsteijn war Redakteur für den Haagsche Courant und die Haagsche Post. Als Schriftsteller veröffentlichte er Romane und Krimis. Mehrere seiner Werke wurden ins Deutsche übersetzt. Die Besatzungspublikation Deutsche Zeitung in den Niederlanden druckte während des Zweiten Weltkriegs Vom Südkreuz zum Polarstern als Fortsetzungsroman sowie zwei ältere Artikel ohne seine Zustimmung ab, im Falle des Romans war dies möglich, da die Zeitung auf bereits vergebene Auslandsrechte zurückgreifen konnte. Van Eysselsteijns Verhalten hierzu ist widersprüchlich: Einerseits protestierte er gegen die Veröffentlichungen, andererseits äußerte er sich im privaten Rahmen erfreut über die Veröffentlichung seines Romans in der Zeitung.

## Ehrungen
- 1948: Ehrenbürger von Gieten
- 1956: Culturele prijs van Drenthe
- 1958: Verdienstkreuz 1. Klasse der Bundesrepublik Deutschland[2]

## Werke
- Om 't hooge licht (1923)
- Van de bevrijding der ziel (1924)
- Het raadsel van den dertienden december (1926)
- De duivel op aarde (1931)
- Kunstenaars in Den Haag, in: Wat niet in Baedeker staat. Het boek van Amsterdam. A. J. G. Strengholt, Amsterdam 1931 (Essay)
- Het Chineesche mysterie (1932), mit Jan Campert
- De vliegende feeks (1933)
- Zeven fantomen (1934)
- Chateau de Bersac '12 (1935)
- De gendarm van Europa (1937)
- Tusschen Zuiderkruis en Poolster (1937) (dt. Vom Südkreuz zum Polarstern)
- Dorre grond (1942) (dt. Harte Erde)
- De dubbelganger (1944) (dt. Zwei Brüder namens Jan: Ein Lustspiel mit vertauschten Rollen)
- Het verhaal van den robijn (1946)
- Naar breeder vlucht (1947)
- De terugkeer (1948)
- Fie Carelsen (1948)
- Bazuinen om Jericho (1950)
- Memento grazioso en andere gedichten (1951)
- Verweerde stenen (1955) (dt. Verwitterte Steine)
- De geschiedenis van de margarine (1957)
- Tussen eb en vloed (1961)
- Poort der genade (1964) (dt. Der König im Frauenturm)
- Wie pleit voor Ayolt? (1969)
- Henriëtte L.T. de Beaufort. Een schrijfster en haar werk (1970)
- Paus Maan (1973)